# Хенри и Джун
„Хенри и Джун“ (на английски: Henry & June) е американска биографична драма от 1990 г. на режисьора Филип Кауфман, и участват Фред Уорд, Ума Търман и Мария дьо Медейрос. Той е свободно базиран на посмъртно публикувания едноименен роман, написан от Анаис Нин от 1986 г., и разказва историята за връзката на Нин с Хенри Милър и неговата съпруга Джун.